# Campeonato Paranaense de Futebol de 2020 - Terceira Divisão
A Terceira Divisão do Campeonato Paranaense de Futebol é a 21ª edição desta competição realizada pela Federação Paranaense de Futebol (FPF). O torneio contou com a presença de 7 clubes.

## Regulamento
- Os sete clubes serão divididos em dois grupos regionalizados. Os dois melhores colocados de cada grupo avançam para as semifinais.

- Nas semifinais, os confrontos serão definidos por campanha na fase de grupos, e serão realizados em jogos de ida e volta. Caso haja igualdade nos pontos ganhos nesses confrontos, será considerado como primeiro critério de desempate o saldo de gols, e em caso de persistência, será realizada a disputa de pênaltis.

- A final será realizada em jogos de ida em volta. Os critérios de desempate da fase anterior serão atribuídos também nessa fase.

### Critérios de desempate
Em caso de empate no número de pontos na primeira fase, serão atribuídos os seguintes critérios:
- a) Número de vitórias;
- b) Maior saldo de gols;
- c) Maior número de gols pró;
- d) Confronto direto;
- e) Menor número de cartões vermelhos recebidos;
- f) Menor número de cartões amarelos recebidos;
- g) Sorteio público na sede da FPF.

## Clubes participantes
- Na temporada de 2020, o Campo Mourão esteve alojado na cidade de Mamborê Onde adquiriu o nome fantasia de Sport Mamborê, ou simplesmente Sport, além disso, o time mandou seus jogos no estádio Erich George, na cidade de Rolândia. [1]

## Primeira Fase
| Legenda | Legenda                    |
| ------- | -------------------------- |
|         | Classificados à fase final |
|         | Eliminados                 |

### Grupo 1

#### 1ª rodada
| Quarta-feira, 18 de novembro de 2020 | 15:30 | Paranavaí | 2 – 1 | Campo Mourão | Estádio Waldemiro Wagner, Paranavaí |

| Quarta-feira, 18 de novembro | 15:30 | Portuguesa-PR | 1 – 0 | Cambé | Estádio do Café, Londrina |

#### 2ª rodada
| Domingo, 22 de novembro | 15:30 | Campo Mourão | 0 – 0 | Portuguesa-PR | Estádio Erich George, Rolândia |

| Domingo, 22 de novembro | 15:30 | Cambé | 0 – 2 | Paranavaí | Estádio Da Curva, Cambé |

#### 3ª rodada
| Quarta-feira, 25 de novembro | 15:30 | Paranavaí | 6 – 0 | Portuguesa-PR | Estádio Waldemiro Wagner, Paranavaí |

| Quarta-feira, 25 de novembro | 15:30 | Cambé | 1 – 1 | Campo Mourão | Estádio Da Curva, Cambé |

#### 4ª rodada
| Sábado, 28 de novembro | 15:30 | Paranavaí | 5 – 4 | Cambé | Estádio Waldemiro Wagner, Paranavaí |

| Domingo, 29 de novembro | 15:30 | Portuguesa-PR | 1 – 3 | Campo Mourão | Estádio do Café, Londrina |

#### 5ª rodada
| Quarta-feira, 2 de dezembro | 15:30 | Portuguesa-PR | 0 – 1 | Paranavaí | Estádio do Café, Londrina |

| Quarta-feira, 2 de dezembro | 15:30 | Campo Mourão | 0 – 0 | Cambé | Estádio Erich George, Rolândia |

#### 6ª rodada
| Domingo, 6 de dezembro | 15:30 | Campo Mourão | 1 – 0 | Paranavaí | Estádio Erich George, Rolândia |

| Domingo, 6 de dezembro | 15:30 | Cambé | 0 – 2 | Portuguesa-PR | Estádio Da Curva, Cambé |

### Grupo 2

#### 1ª rodada
| Quarta-feira, 18 de novembro | 15:30 | Iguaçu | 7 – 0 | GRECAL | Estádio Antiocho Pereira, União da Vitória |

#### 2ª rodada
| Domingo, 22 de novembro | 15:30 | Verê | 7 – 1 | GRECAL | Estádio Vila do Mar, Verê |

#### 3ª rodada
| Quarta-feira, 25 de novembro | 15:30 | Verê | 2 – 0 | Iguaçu | Estádio Vila do Mar, Verê |

#### 4ª rodada
| Sábado, 28 de novembro | 15:30 | GRECAL | 0 – 4 | Iguaçu | Estádio Atílio Gionédis, Campo Largo |

#### 5ª rodada
| Quarta-feira, 2 de dezembro | 15:30 | GRECAL | 0 – 7 | Verê | Estádio Atílio Gionédis, Campo Largo |

#### 6ª rodada
| Domingo, 6 de dezembro | 15:30 | Iguaçu | 2 – 0 | Verê | Estádio Antiocho Pereira, União da Vitória |

## Fase Final
- Em itálico os times que possuem o mando de jogo na primeira partida. Em negrito os classificados.

|  | Semifinais   | Semifinais | Semifinais | Semifinais |   |      | Final | Final | Final | Final |
|  |              |            |            |            |   |      |       |       |       |       |
|  | Verê         | 1          | 3          | 4          |   |      |       |       |       |       |
|  | Campo Mourão | 1          | 0          | 1          |   |      |       |       |       |       |
|  | Campo Mourão | 1          | 0          | 1          |   | Verê | 0     | 1     | 1     |       |
|  |              |            |            |            |   | Verê | 0     | 1     | 1     |       |
|  |              | Iguaçu     | 1          | 1          | 2 |      |       |       |       |       |
|  | Paranavaí    | Iguaçu     | 1          | 1          | 2 | 0    | 3     | 3     |       |       |
|  | Paranavaí    |            |            |            |   | 0    | 3     | 3     |       |       |
|  | Iguaçu       | 2          | 2          | 4          |   |      |       |       |       |       |

| Aumento | Equipes promovidas à Segunda Divisão de 2021 |

## Semifinal

### Jogos de ida
| Quarta-feira, 9 de dezembro | 15:30 | Iguaçu | 2 – 0 | Paranavaí | Estádio Antiocho Pereira, União da Vitória |

| Quarta-feira, 9 de dezembro | 15:30 | Campo Mourão | 1 – 1 | Verê | Estádio Erich George, Rolândia |

### Jogos de volta
| Domingo, 13 de dezembro | 15:30 | Paranavaí | 3 – 2 | Iguaçu | Estádio Waldemiro Wagner, Paranavaí |

| Domingo, 13 de dezembro | 15:30 | Verê | 3 – 0 | Campo Mourão | Estádio Vila do Mar, Verê |

## Final

### Jogo de ida
| Quarta-feira, 16 de dezembro | 15:30 | Iguaçu | 1 – 0 | Verê | Estádio Antiocho Pereira, União da Vitória |

### Jogo de volta
| Domingo, 20 de dezembro | 15:30 | Verê | 1 – 1 | Iguaçu | Estádio Vila do Mar, Verê |

## Premiação
| Campeonato Paranaense de Futebol de 2020 - Terceira Divisão |
| União da Vitória                                            |
| ----------------------------------------------------------- |
| Iguaçu Campeão (1.º título)                                 |

## Classificação Geral
| Pos | Equipes       | Pts | J | V | E | D | GP | GC | SG  | Classificação                                |
| --- | ------------- | --- | - | - | - | - | -- | -- | --- | -------------------------------------------- |
| 1   | Iguaçu        | 16  | 8 | 5 | 1 | 2 | 19 | 6  | +13 | Campeão e acesso a Segunda Divisão 2021      |
| 2   | Verê          | 14  | 8 | 4 | 2 | 2 | 21 | 6  | +15 | Vice-Campeão e acesso a Segunda Divisão 2021 |
| 3   | Paranavaí     | 18  | 8 | 6 | 0 | 2 | 19 | 10 | +9  | Eliminados nas semifinais                    |
| 4   | Campo Mourão  | 10  | 8 | 2 | 4 | 2 | 7  | 8  | -1  | Eliminados nas semifinais                    |
| 5   | Portuguesa-PR | 7   | 6 | 2 | 1 | 3 | 4  | 10 | -6  | Eliminados na Primeira Fase                  |
| 6   | Cambé         | 2   | 6 | 0 | 2 | 4 | 5  | 11 | -6  | Eliminados na Primeira Fase                  |
| 7   | GRECAL        | 0   | 4 | 0 | 0 | 4 | 1  | 25 | –24 | Eliminados na Primeira Fase                  |